# Guelph Biltmore Mad Hatters
Guelph Biltmore Mad Hatters byl kanadský juniorský klub ledního hokeje, který sídlil v Guelphu v provincii Ontario. Jednalo se o juniorský tým New Yorku Rangers. V letech 1940–1942 a 1947–1960 působil v juniorské soutěži Ontario Hockey Association (později Ontario Hockey League). Založen byl v roce 1940 po přejmenování týmu Guelph Indians na Biltmore Mad Hatters. Zanikl v roce 1960 po přetvoření franšízy v nový tým Guelph Royals. Své domácí zápasy odehrával v hale Guelph Memorial Gardens s kapacitou 3 999 diváků.
Nejznámější hráči, kteří prošli týmem, byli např.: Andy Bathgate, Rod Gilbert, Harry Howell nebo Jean Ratelle.

## Úspěchy
- Vítěz Memorial Cupu ( 1× )
  - 1952
- Vítěz OHL ( 3× )
  - 1949/50, 1951/52, 1956/57

## Přehled ligové účasti
Zdroj: 
- 1940–1942: Ontario Hockey Association
- 1942–1947: bez soutěže
- 1947–1960: Ontario Hockey Association